# George Raft
George Raft (Nueva York; 26 de septiembre de 1901 - Los Ángeles, California; 24 de noviembre de 1980) fue un actor cinematográfico estadounidense identificado por sus interpretaciones de gánsteres en melodramas criminales de las décadas de 1930 y 1940.

## Biografía
Su verdadero nombre era «George Ranft», según el censo de 1910, y nació en Nueva York, siendo sus padres Eva Glockner y Conrad Ranft. Inicialmente interesado en la danza, de joven mostró una gran aptitud para la misma, y esto, combinado con su sentido de la elegancia, le permitió actuar como bailarín en algunos de los clubes más a la moda de Nueva York. Formó parte del club de Texas Guinan, y su éxito le llevó a Broadway, donde volvió a trabajar como bailarín. Posteriormente actuó en Londres formando parte de un coro en los primeros años veinte. 
En 1929 Raft se trasladó a Hollywood y empezó a interpretar pequeños papeles en el cine. Su éxito llegó con Scarface (Scarface, el terror del hampa) (1932), y su convincente interpretación lanzó dudas sobre si Raft era verdaderamente un gánster.  Él fue amigo de varias figuras del crimen organizado, incluyendo a Bugsy Siegel, Owney Madden y el sospechoso del asesinato de Siegel, Meyer Lansky. Raft fue considerado uno de los más elegantes actores de Hollywood, y consiguió una celebridad que no se debía enteramente a la calidad o popularidad de sus películas; Raft llegó a ser un icono de la cultura popular de la década de 1930, en un nivel que muy pocas estrellas cinematográficas alcanzaron. 
Fue definitivamente uno de los tres actores más populares interpretando a gánsteres en la década de 1930, siendo los otros dos James Cagney y Edward G. Robinson (Humphrey Bogart nunca alcanzó el estrellato de Raft durante esa década). Raft y Cagney trabajaron juntos en Each Dawn I Die (1939) en el papel de compañeros de prisión. Su film de 1932 Night After Night (Noche tras noche) lanzó la carrera cinematográfica de Mae West y dio el primer papel principal a Raft. Raft actuó al año siguiente, junto a Wallace Beery, Jackie Cooper, Fay Wray, y Pert Kelton, en la película de Raoul Walsh The Bowery (El arrabal), encarnando a Steve Brodie, el primer hombre en saltar desde el Puente de Brooklyn y sobrevivir. 

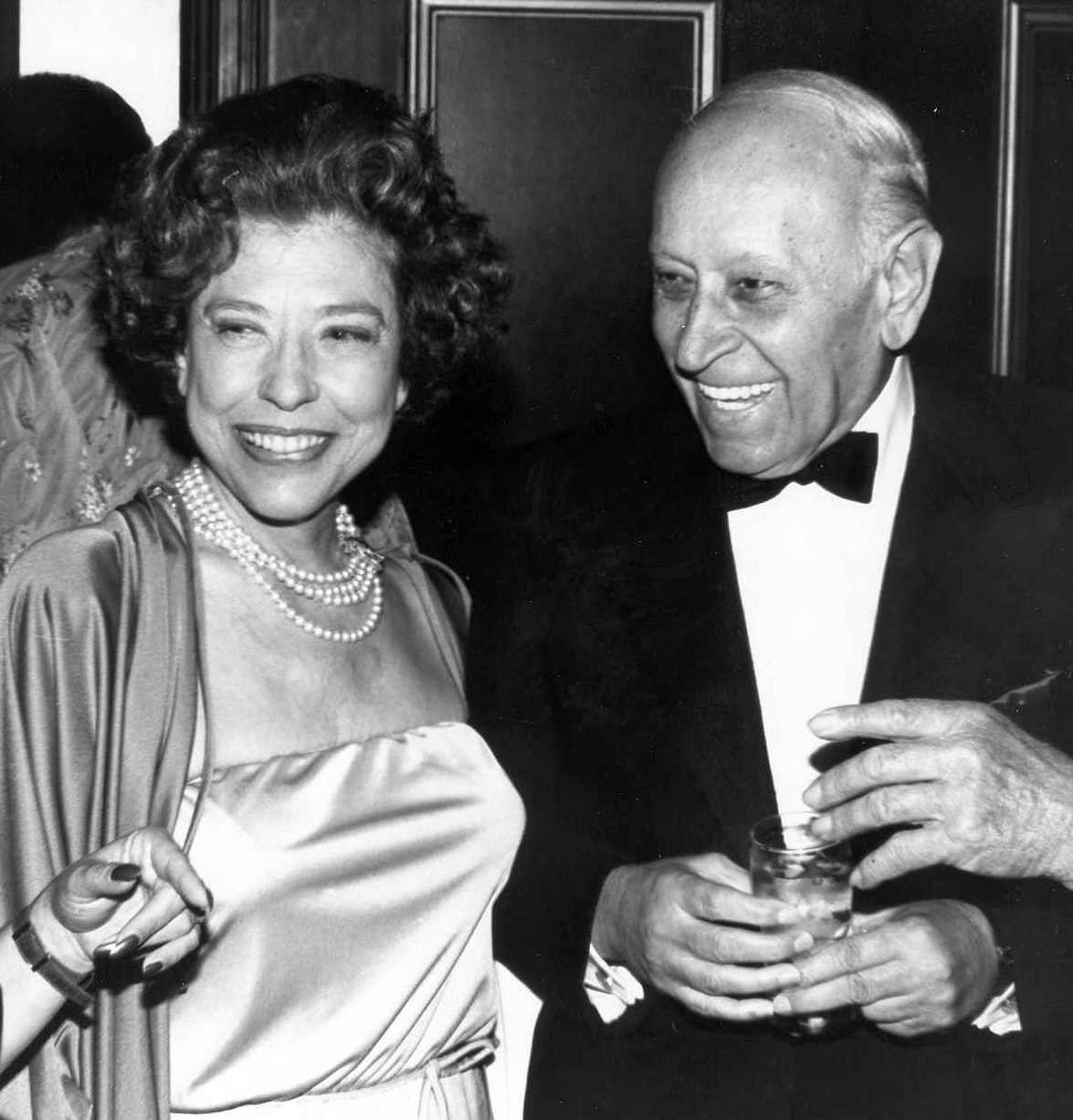
Judy Canova y George Raft fotografiados en 1979
(Fotografía por Alan Light).

Entre sus filmes más conocidos se incluyen If I Had A Million (Si yo tuviera un millón) (1932), en el cual interpretaba a un falsificador ocultándose de la policía, Bolero (1934, con un poco habitual papel de bailarín en vez del de gánster), The Glass Key (La llave de cristal) (1935) (basada en la obra de Dashiell Hammett), Souls at Sea (Almas en el mar) (1937), con Gary Cooper, dos filmes con Humphrey Bogart en un papel secundario: Invisible Stripes (1939) y They Drive by Night (La pasión ciega) (1940), y Manpower (1941), con Edward G. Robinson y Marlene Dietrich.  
En 1940-41 Raft se encontraba en la cima de su carrera.  En la siguiente década empezó su declinar, y consiguió el dudoso éxito de ser considerado en los medios hollywoodienses como el actor que rechazó algunos de los mejores papeles de la historia, destacando High Sierra (supuestamente no quería que su personaje muriera) y El halcón maltés (no quiso rodar la versión de la soberbia película de 1931 con un director novel); ambos papeles transformaron a Humphrey Bogart de un actor secundario a una estrella de Hollywood en 1941. Tanteado por el director Billy Wilder, rechazó el papel principal de Double Indemnity (1944), el cual interpretó Fred MacMurray, convirtiéndose en un clásico que indudablemente hubiera revivido la carrera de Raft. Estos errores, junto al creciente rechazo por parte del público de su estilo de vida aparentemente gansteril, finalizaron su carrera como actor principal. 
Él satirizó su imagen de gánster con una actuación favorablemente acogida en  Some Like It Hot (Con faldas y a lo loco/Una Eva y dos Adanes) (1959), pero no significó la vuelta al estrellato, a pesar de trabajar con Marilyn Monroe, Tony Curtis, y Jack Lemmon, y el resto de la década lo dedicó a rodar en Europa. Interpretó un pequeño papel como el propietario de un casino en Ocean's Eleven (1960), junto  al Rat Pack. Sus últimas actuaciones tuvieron lugar en Sextette (1978), con Mae West en un divertido cameo, y The Man with Bogart's Face (1980).
Raft falleció a causa de una leucemia, con 79 años de edad, en Los Ángeles, California, en 1980, y fue enterrado en el Cementerio Forest Lawn Memorial Park de Los Ángeles. 
George Raft tiene dos estrellas en el Paseo de la Fama de Hollywood, una por su contribución a la industria cinematográfica, en el 6150 de Hollywood Boulevard, y otra por su trabajo en televisión, en el 1500 de Vine Street.

## Filmografía
- Queen of the Night Clubs (1929)
- Las castigadoras de Broadway (Gold Diggers of Broadway, 1929) — bailarín sin acreditar
- A traición (Side Street, 1929) — bailarín sin acreditar
- Quick Millions (1931)
- Goldie (1931) — carterista sin acreditar
- Chantaje (Hush Money, 1931)
- Un loco de verano (Palmy Days, 1931)
- Taxi (Taxi!, 1932) — bailarín de un concurso sin acreditar
- Bailando a ciegas (Dancers in the Dark, 1932)
- Cara cortada / Scarface, el terror del hampa (Scarface, 1932) — su primer papel relevante
- Mujeres que matan (Night World, 1932)
- Love Is a Racket (1932) — en escenas eliminadas
- Madame Racketeer (1932)
- Noche tras noche (Night After Night, 1932) — su primer papel como protagonista
- Si yo tuviera un millón (If I Had a Million, 1932)
- Unidos en la venganza (Under-Cover Man, 1932)
- Pescada en la calle (Pick-Up, 1933)
- El club de medianoche (The Midnight Club, 1933)
- El arrabal (The Bowery, 1933)
- Mi vida entera (All of Me, 1934)
- Bolero (1934) — después de Scarface, su película más conocida
- Suena el clarín (The Trumpet Blows, 1934)
- Limehouse Blues (1934)
- Rumba (1935)
- Secuestro musical (Stolen Harmony, 1935)
- La llave de cristal (The Glass Key, 1935)
- A las ocho en punto (Every Night at Eight, 1935)
- La danza de los ricos (She Couldn't Take It, 1935)
- Lo quiso el destino (It Had to Happen, 1936)
- Yours for the Asking (1936)
- Almas en el mar (Souls at Sea, 1937)
- You and Me (1938)
- Lobos del norte (Spawn of the North, 1938)
- The Lady's from Kentucky (1939)
- Muero cada amanecer (Each Dawn I Die, 1939)
- Robé un millón (I Stole a Million, 1939)
- Hombres marcados (Invisible Stripes, 1939)
- El gángster y la bailarina (The House Across the Bay, 1940)
- La pasión ciega (They Drive by Night, 1940)
- Alta tensión (Manpower, 1941)
- Broadway (1942)
- Tres días de amor y de fe (Stage Door Canteen, 1943)
- Peligro a fondo (Background to Danger, 1943)
- Sueños de gloria (Follow the Boys, 1944)
- Besos robados (Nob Hill, 1945)
- Capitán Ángel (Johnny Angel, 1945)
- El truhán / Señal de parada (Whistle Stop. 1946)
- Mr. Ace (1946)
- Nocturno (Nocturne, 1946)
- Intrigue (1947)
- Cita en Nochebuena (Christmas Eve, 1947)
- Pista de carreras (Race Street, 1948)
- La última carga (Outpost in Morocco, 1949)
- Johnny Allegro (1949)
- Luz roja (Red Light, 1949)
- Una profesión peligrosa (A Dangerous Profession, 1949)
- Iremos a París (Nous irons à Paris, 1950)
- Los asesinos acusan (I'll Get You for This, 1951)
- Loan Shark (1952)
- Perseguido (Escape Route, 1952)
- Amenaza en la Kasbah (Dramma nella Kasbah, 1953)
- Prisionero de su traición (Rogue Cop, 1954)
- La viuda negra (Black Widow, 1954)
- El regreso del gángster (A Bullet for Joey, 1955)
- La vuelta al mundo en ochenta días (Around the World in Eighty Days, 1956)
- Con faldas y a lo loco / Una Eva y dos Adanes (Some Like It Hot, 1959)
- Jet Over the Atlantic (1959)
- La cuadrilla de los once / Once a la medianoche (Ocean's Eleven, 1960)
- El terror de las chicas (The Ladies Man, 1961) — cameo
- Two Guys Abroad (1962)
- Para aquellos que se sienten jóvenes (For Those Who Think Young, 1964) — sin acreditar
- Jerry Calamidad (The Patsy, 1964)
- Du rififi à Paname (1966)
- Casino Royale (1967)
- 5 dragones de oro (Five Golden Dragons, 1967)
- Skidoo (1968)
- Pacto con el diablo / Unidos por el mal (Hammersmith Is Out, 1972)
- Deadhead Miles (1972)
- Sextette (1978)
- A lo loco y con la cara del otro (The Man with Bogart's Face, 1980)